# نارین، استرالیای جنوبی
نارین (به انگلیسی: Nairne) یک شهرک در استرالیا است که در استرالیای جنوبی واقع شده‌است.